# ویلیام فون اگرز دورینگ
ویلیام فون اگرز دورینگ (انگلیسی: William von Eggers Doering; ۲۲ ژوئن ۱۹۱۷ – ۳ ژانویهٔ ۲۰۱۱) دانشمند در زمینه شیمی آلی اهل ایالات متحده آمریکا بود.